# Centro de Arte y Comunicación
Das Centro de Arte y Comunicación (CAyC) in der argentinischen Hauptstadt Buenos Aires war zunächst als multidisziplinärer Workshop im August 1968 durch Víctor Grippo, Jacques Bedel, Luis Fernando Benedit, Alfredo Portillos, Clorindo Testa, Jorge Glusberg und Jorge González gegründet worden. Seit 1968 ist Jorge Glusberg der Direktor des Zentrums. In den 1970er Jahren war das CAyC ein internationales Zentrum der Pop-Art-Kultur und später auch Sitz des Museo de Arquitectura. 1972 wurde die renommierte Escuela de Altos Estudios del CAyC gegründet.
Bekannte Professoren an der Escuela de Altos Estudios del CAyC waren beispielsweise Justus Dahinden und Mario Botta.